# Інститут Пастера в Камбоджі
Інститут Пастера в Камбоджі (фр. Institut Pasteur du Cambodge, кхмер. វិទ្យាស្ថានប៉ាស្ទ័រកម្ពុជា) — медичний науково-дослідний центр та заклад охорони здоров'я в столиці Камбоджі Пномпені. Він є частиною міжнародної мережі центрів охорони здоров'я Інституту Пастера та співпрацює з міністерством охорони здоров'я Камбоджі. Вперше він був заснований у 1953 році, та знову відкритий у 1992 році після Паризьких мирних угод 1991 року.
З 1998 року Інститут Пастера в Камбоджі є єдиним джерелом постконтактних профілактичних щеплень для профілактики сказу в Камбоджі. Інститут має центри профілактики сказу в Пномпені, Баттамбанзі і Кампонгтямі.
З 2020 року Інститут Пастера в Камбоджі є складовою частиною національного комітету, який бере участь у проведенні санітарно-епідеміологічних заходів проти поширення COVID-19 у Камбоджі, а також проводить дослідження SARS-CoV-2. Працівники інституту за допомогою секвенування виявили, що віруси камбоджійських підковиків на 97 % схожі з SARS-CoV-2, що дає дані про можливе походження COVID-19. Інститут Пастера в Камбоджі також проводить дослідження імовірних зоонозів.